# 中川久賢
中川 久賢（なかがわ ひさかた）は、江戸時代中期の豊後国岡藩8代藩主である中川久貞の庶長子。病のために継嗣とはされず、父に先立った。

## 生涯
延享2年（1745年）9月13日、8代藩主・中川久貞の長男として、岡城で誕生した。母は側室の北条氏。幼名は千助。
しかし出生時より虚弱で、幼少時より眼疾があった。このため、久賢が出生したことは幕府に届けられなかった。久賢は寛延4年（1751年）に上方で療養することとし、岡を出て伏見屋敷に移った。高名な眼科医の診察を仰いだが、その功なく視力を失ってしまった。
父による追悼文によれば、久賢は聡明で温柔な人物で、俳諧・連句や楽器をたしなみ能を愛好する才人であった。眼病のために書物を学んだことがないにもかかわらず、文字の形を指で描いて示すという出来事もあったという。
宝暦11年（1761年）より江戸に移り、芝屋敷に滞在した。明和2年（1765年）4月20日、江戸において21歳で死去した。貝塚青松寺（現在の東京都港区愛宕）に葬られた。
久賢が死去すると、岡藩ははじめて久賢が出生していたことを幕府に届け出た。
久賢死後の明和5年（1768年）2月4日、弟の三郎（のち中川久徳）が嫡子として幕府に届け出られた。